# Valencia C.F. – sezona 2008./09.
Ova stranica govori o nogometnom klubu Valencia CF, koja igra sezonu 2008. – 09. Natječe se u prvoj španjolskoj ligi Primera división, Španjolskom Super kupu, Kup Kralja i Kup UEFA 2008./09.. 

## Klub

### Stručni stožer
| Pozicija           | Kadar                  |
| ------------------ | ---------------------- |
| Trener             | Unai Emery             |
| Pomoćni trener     | Juan Carlos Carcedo    |
| Trener vratara     | José Manuel Ochotorena |
| Kondicijski trener | Miguel Villagrasa      |
| Fizoterapeut       | José de los Santos     |

Izvor: Valenciacf.es  Arhivirana inačica izvorne stranice od 29. listopada 2007. (Wayback Machine)

### Dres
Nabavljač: Nike

Sponzor: Valencia Experience
| Boje kluba | Boje kluba | Boje kluba |
| Boje kluba |            |            |
| Boje kluba |            |            |
|            |            |            |
| Domaći     |            |            |

| Boje kluba | Boje kluba | Boje kluba |
| Boje kluba |            |            |
| Boje kluba |            |            |
|            |            |            |
| Gosti      |            |            |

| Boje kluba | Boje kluba | Boje kluba |
| Boje kluba |            |            |
| Boje kluba |            |            |
|            |            |            |
| Rezervni   |            |            |

| Boje kluba | Boje kluba | Boje kluba |
| Boje kluba |            |            |
| Boje kluba |            |            |
|            |            |            |
| Vratar_1   |            |            |

| Boje kluba | Boje kluba | Boje kluba |
| Boje kluba |            |            |
| Boje kluba |            |            |
|            |            |            |
| Vratar_2   |            |            |

Izvori: "Los Ches 08/09 kits  Arhivirana inačica izvorne stranice od 14. rujna 2008. (Wayback Machine)". Footballshirtculture.com. Pronašli 19-06-2008.
"Valencia CF current kit  Arhivirana inačica izvorne stranice od 2. kolovoza 2008. (Wayback Machine)". Valencia cf.es. Pronašli 19-06-2008.

## Trenutna momčad
| EU | Država | Br. | Poz | Prezime   | K | God. | Otkad | Sus. | Gol. | Kraj | Cijena  | Bilješka |
| -- | ------ | --- | --- | --------- | - | ---- | ----- | ---- | ---- | ---- | ------- | -------- |
|    | ŠPA    | 2   | BRA | Torres    |   | 31   | 1997  | 116  | 1    |      |         |          |
|    | NIZ    | 3   | BRA | Maduro    |   | 23   | 2008  | 13   | 0    | 2012 | € 2 m   |          |
|    | ŠPA    | 4   | BRA | Albiol    |   | 22   | 2005  | 97   | 3    | 2011 |         |          |
|    | ŠPA    | 5   | BRA | Marchena  |   | 29   | 2001  | 180  | 5    |      |         |          |
|    | ŠPA    | 6   | VEZ | Albelda   |   | 30   | 1996  | 239  | 5    |      |         |          |
|    | ŠPA    | 7   | NAP | Villa     |   | 26   | 2005  | 101  | 59   | 2014 | € 12 m  |          |
|    | ŠPA    | 8   | VEZ | Baraja    |   | 33   | 2000  | 197  | 38   | 2010 |         |          |
|    | ŠPA    | 9   | NAP | Morientes |   | 32   | 2006  | 46   | 24   | 2009 |         |          |
|    | ŠPA    | 10  | NAP | Angulo    |   | 31   | 1997  | 303  | 43   |      |         |          |
|    | ŠPA    | 11  | BRA | del Horno |   | 27   | 2006  | 6    | 0    | 2012 | € 7.5 m |          |
|    | BRA    | 13  | VRA | Renan     |   | 23   | 2008  | 0    | 0    | 2012 | € 5 m   |          |
|    | ŠPA    | 14  | VEZ | Vicente   |   | 27   | 2000  | 228  | 34   | 2011 |         |          |
|    | ŠPA    | 15  | BRA | Helguera  |   | 33   | 2007  | 23   | 1    | 2010 |         |          |
|    | ŠPA    | 16  | NAP | Mata      |   | 20   | 2007  | 24   | 5    | 2011 | € 6 m   |          |
|    | ŠPA    | 17  | VEZ | Joaquín   |   | 27   | 2006  | 66   | 8    | 2011 | € 25 m  |          |
|    | POR    | 18  | VEZ | Fernandes |   | 22   | 2007  | 7    | 0    | 2013 | € 15 m  |          |
|    | ŠPA    | 19  | VEZ | Hernández |   | 23   | 2004  | 1    | 0    | 2014 |         |          |
|    | ŠPA    | 20  | BRA | Alexis    |   | 23   | 2007  | 14   | 0    | 2013 |         |          |
|    | ŠPA    | 21  | VEZ | Silva     |   | 22   | 2004  | 70   | 9    | 2014 |         |          |
|    | BRA    | 22  | VEZ | Edu       |   | 30   | 2005  | 29   | 0    | 2010 |         |          |
|    | POR    | 23  | BRA | Miguel    |   | 28   | 2005  | 87   | 2    | 2010 |         |          |
|    | ITA    | 24  | BRA | Moretti   |   | 27   | 2004  | 101  | 2    | 2011 |         |          |
|    | ŠPA    | 25  | VEZ | Viana     |   | 25   | 2005  | 44   | 2    | 2011 | ₤ 1.5 m |          |
|    | ŠPA    | 33  | VRA | Guaita    |   | 20   | 2008  | 0    | 0    |      |         |          |

Zadnje ažuriranje: 26-10-2008
Izvori:Transferi igrača, Wikipedijini članci o igračima, ESPN  Arhivirana inačica izvorne stranice od 14. rujna 2008. (Wayback Machine) (za susrete i golove) i soccer-spain.com (za EU putovnicu).
Poredak po pozicijama na vrhu.
EU = oni koji imaju ili nemaju EU putovnicu; Država = gdje su 2 zastave, 1st zastava =  državljanstvo u inozemstvu, 2nd zastava = država u kojoj je rođen; Br = broj na dresu; Poz = pozicija na kojoj igrač igra; Prezime = prezime igrača; K = kapetan momčadi; God. = starost igrača; Otkad i  = godina dolaska u momčad; Sus. = odigranih susreta; Gol. = zabijenih golova; Kraj = istek ugovora; Cijena i  = iznos transfera i nepoznat iznos; Bilješka = dodatne informacije.

### Transferi

#### Došli
| Vrsta    | EU | Država | Br | Poz | Prezime        | Godina | Dolazak iz | Transfer prozor       | Ugovor do | Cijena  | Izvor                                                                                     |
| -------- | -- | ------ | -- | --- | -------------- | ------ | ---------- | --------------------- | --------- | ------- | ----------------------------------------------------------------------------------------- |
| Transfer |    | ŠPA    | 19 | VEZ | Hernández      | 23     | Getafe     |                       | 2014      |         | Marca com                                                                                 |
| Transfer |    | BRA    | -- | BRA | Thiago Carleto | --     | Santos FC  | Zimski prijelazni rok | 2014      | $ 2.5 m | Valenciacf.com Arhivirana inačica izvorne stranice od 7. prosinca 2008. (Wayback Machine) |

#### Otišli
| Vrsta    | EU | Država | Br  | Poz | Prezime    | Odlazi u         | Transfer prozor       | Cijena  | Izvor                                                                                     |
| -------- | -- | ------ | --- | --- | ---------- | ---------------- | --------------------- | ------- | ----------------------------------------------------------------------------------------- |
| Transfer |    | ŠPA    | n/a | VEZ | Sisi       | Recreativo       |                       | € 700 k | WSN.com                                                                                   |
| Transfer |    | ŠPA    | n/a | VEZ | Gavilán    | Getafe           |                       | € 2.1 m | Marca.com                                                                                 |
| Posudba  |    | NIG    | 2   | VEZ | Sunny      | Osasuna          |                       |         | Goal.com[neaktivna poveznica]                                                             |
| Posudba  |    | ŠPA    | 12  | BRA | Caneira    | Sporting         |                       | € 1.5 m | Portugoal.net Arhivirana inačica izvorne stranice od 3. listopada 2017. (Wayback Machine) |
| Posudba  |    | ŠPA    | n/a | BRA | Lillo      | Murcia           |                       |         |                                                                                           |
| Posudba  |    | ŠPA    | n/a | BRA | Montoro    | Murcia           |                       |         |                                                                                           |
| Transfer |    | ŠPA    | 19  | NAP | Arizmendi  | Zaragoza         |                       | €4 m    | Goal.com                                                                                  |
| Posudba  |    | ŠPA    | n/a | NAP | Ñiguez     | Rangers          |                       |         | BBC Sport[neaktivna poveznica]                                                            |
| Posudba  |    | ŠPA    | 11  | VEZ | Banega     | Atlético         |                       | € 4 m   | Goal.com Arhivirana inačica izvorne stranice od 31. kolovoza 2008. (Wayback Machine)      |
| Transfer |    | NJE    | 1   | VRA | Hildebrand | TSG Hoffenheim   | Zimski prijelazni rok | slob.   |                                                                                           |
| Posudba  |    | SRB    | 12  | NAP | Žigić      | Racing Santander | Zimski prijelazni rok |         |                                                                                           |

### Disciplinska bilježnica
| Država | Br | Poz | Prezime   | crveni karton | žuti karton · crveni karton | žuti karton | Bilješke |
| ------ | -- | --- | --------- | ------------- | --------------------------- | ----------- | -------- |
| ŠPA    | 6  | VEZ | Albelda   |               |                             | 5           |          |
| ŠPA    | 7  | NAP | Villa     |               |                             | 5           |          |
| ŠPA    | 21 | VEZ | Silva     |               |                             | 1           |          |
| ŠPA    | 24 | BRA | Moretti   |               |                             | 4           |          |
| ŠPA    | 24 | BRA | Alexis    |               |                             | 3           |          |
| ŠPA    | 15 | BRA | Helguera  |               |                             | 1           |          |
| BRA    | 22 | VEZ | Edu       |               |                             | 1           |          |
| POR    | 18 | VEZ | Fernandes |               |                             | 3           |          |
| ŠPA    | 11 | BRA | Horno     |               |                             | 2           |          |
| POR    | 23 | BRA | Miguel    |               |                             | 2           |          |
| BRA    | 13 | VRA | Renan     |               |                             | 1           |          |
| ŠPA    | 5  | BRA | Marchena  |               |                             | 2           |          |
| ŠPA    | 16 | NAP | Mata      |               |                             | 1           |          |
| ŠPA    | 5  | VEZ | Baraja    |               |                             | 3           |          |
| ŠPA    | 4  | BRA | Albiol    |               |                             | 1           |          |

Zadnje ažuriranje: 08-12-2008
Izvori: Izvještaji pod  Nogometni susreti u LFP.com
Samo natjecateljski susreti
Poredak po ,  i 
 Država = gdje su 2 zastave, 1st zastava =  državljanstvo u inozemstvu, 2nd zastava = država u kojoj je rođen; Br = broj na dresu; Poz = pozicija na kojoj igrač igra; Prezime = prezime igrača;  = broj izravnih isključenja;  = broj isključenja nakon drugog žutog kartona;  = broj skupljenih žutih kartona

### Početne formacije
| Kor. | Formacija | Susret(a) |
| ---- | --------- | --------- |
| 1    | 4–2–3–1   | 2         |
| 2    | 4–4–1–1   | 7         |
| 3    | 4–4–2     | 9         |

### Početnih 11
| Država | Br. | Poz | Prezime | UP | Bilješke |
| ------ | --- | --- | ------- | -- | -------- |
| BRA    | 13  | VRA | Renan   | 15 |          |
| POR    | 24  | BRA | Miguel  | 17 |          |
| ŠPA    | 4   | BRA | Albiol  | 16 |          |
| ŠPA    | 20  | BRA | Alexis  | 14 |          |
| ITA    | 24  | BRA | Moretti | 14 |          |
| ŠPA    | 6   | VEZ | Albelda | 15 |          |
| ŠPA    | 8   | VEZ | Baraja  | 7  |          |
| ŠPA    | 17  | VEZ | Joaquín | 15 |          |
| ŠPA    | 14  | VEZ | Pablo   | 4  |          |
| ŠPA    | 16  | NAP | Mata    | 15 |          |
| ŠPA    | 7   | NAP | Villa   | 16 |          |

Država = zemlja iz koje dolazi igrač; Br = označava broj na dresu; Poz = označava koju poziciju igra; Prezime = označava ime na dresu; UP = označava koliko je susreta odigrao

## Natjecanja
| Natjecanja          | Početna runda | Trenutna pozicija /runda | Finalna pozicija /runda | Prvi meč   | Zadnji meč |            |
| ------------------- | ------------- | ------------------------ | ----------------------- | ---------- | ---------- | ---------- |
| Španjolski Superkup | Finale        | —                        | Finalist                | 17-08-2008 | 23-08-2008 | Neuspjeh   |
| Primera Division    | —             | —                        |                         | 31-08-2008 | 31-05-2009 | Na čekanju |
| Kup UEFA            | —             | —                        |                         | 18-09-2008 |            | Na čekanju |
| Kup Kralja          | —             | —                        |                         |            |            | Na čekanju |

### Primera Division

#### Tablica
| Mj. | Klub        | Bod | Ut | Pb | N | Por | GD | GP | GR  | Kvalifikacije ili ispadanje                |
| --- | ----------- | --- | -- | -- | - | --- | -- | -- | --- | ------------------------------------------ |
| 1.  | Barcelona   | 22  | 9  | 7  | 1 | 1   | 28 | 8  | +20 | UEFA Liga prvaka - natjecanje po skupinama |
| 2.  | Villarreal  | 21  | 9  | 6  | 3 | 0   | 17 | 8  | +9  | UEFA Liga prvaka - natjecanje po skupinama |
| 3.  | Real Madrid | 20  | 9  | 6  | 2 | 1   | 24 | 13 | +11 | UEFA Liga prvaka - natjecanje po skupinama |
| 4.  | Valencia    | 20  | 9  | 6  | 2 | 1   | 20 | 9  | +11 | UEFA Liga prvaka - treće pretkolo          |

Zadnje ažuriranje:03-11-2008
Izvor=La Liga 2008-09
Pravila bodovanja: 1st bodovi; 2nd golovna razlika; 3rd zabijenih golova.
 Ut = odigranih susreta; Bod = ukupno bodova; P = sureta pobijeđeno; R = susreta izjednačeno; I = susreta izgubljeno; GD = golova zabio; GP = golova primljeno; GR = golovna razlika; (P) = prvak;  = ispao

### Sažetak rezultata
| Ukupno | Ukupno | Ukupno | Ukupno | Ukupno | Ukupno | Ukupno | Ukupno | Doma | Doma | Doma | Doma | Doma | Doma | Gost | Gost | Gost | Gost | Gost | Gost |
| Sus    | Bod    | P      | R      | I      | GD     | GP     | GR     | P    | R    | I    | GD   | GP   | GR   | P    | R    | I    | GD   | GP   | GR   |
| ------ | ------ | ------ | ------ | ------ | ------ | ------ | ------ | ---- | ---- | ---- | ---- | ---- | ---- | ---- | ---- | ---- | ---- | ---- | ---- |
| 14     | 27     | 8      | 3      | 3      | 28     | 18     | +10    | 5    | 0    | 2    | 19   | 11   | +8   | 3    | 3    | 1    | 9    | 7    | +2   |

Izvor=LFP
Sus = odigranih susreta; Bod = ukupno bodova; P = sureta pobijeđeno; R = susreta izjednačeno; I = susreta izgubljeno; GD = golova zabio; GP = golova primljeno; GR = golovna razlika

### Rezultati po rundama
| Kolo     | 01 | 02 | 03 | 04 | 05 | 06 | 07 | 08 | 09 | 10 | 11 | 12 | 13 | 14 | 15 | 16 | 17 | 18 | 19 | 20 | 21 | 22 | 23 | 24 | 25 | 26 | 27 | 28 | 29 | 30 | 31 | 32 | 33 | 34 | 35 | 36 | 37 | 38 |
| -------- | -- | -- | -- | -- | -- | -- | -- | -- | -- | -- | -- | -- | -- | -- | -- | -- | -- | -- | -- | -- | -- | -- | -- | -- | -- | -- | -- | -- | -- | -- | -- | -- | -- | -- | -- | -- | -- | -- |
| Stadion  | D  | G  | D  | G  | D  | G  | D  | G  | D  | G  | D  | G  | D  | G  | D  | G  | D  | D  | G  | G  | D  | G  | D  | G  | D  | G  | D  | G  | D  | G  | D  | G  | D  | G  | D  | G  | G  | D  |
| Rezultat | W  | D  | W  | W  | W  | W  | W  | D  | L  | W  | L  | D  | W  | L  |    |    |    |    |    |    |    |    |    |    |    |    |    |    |    |    |    |    |    |    |    |    |    |    |
| Pozicija | 2  | 2  | 1  | 1  | 1  | 1  | 1  | 1  | 4  | 3  | 3  | 4  | 3  | 3  |    |    |    |    |    |    |    |    |    |    |    |    |    |    |    |    |    |    |    |    |    |    |    |    |

### UEFA Kup

#### Grupa G
| Klub          | Sus | P | R | I | GD | GP | GR | Bod |
| ------------- | --- | - | - | - | -- | -- | -- | --- |
| Saint-Étienne | 2   | 2 | 0 | 0 | 6  | 1  | +5 | 6   |
| Valencia      | 1   | 0 | 1 | 0 | 1  | 1  | 0  | 1   |
| Club Brugge   | 1   | 0 | 1 | 0 | 0  | 0  | 0  | 1   |
| Copenhagen    | 2   | 0 | 1 | 1 | 2  | 4  | −2 | 1   |
| Rosenborg     | 2   | 0 | 1 | 1 | 0  | 3  | −3 | 1   |

Zadnje ažururanje:24-10-2008
Izvori:UEFA Kup 2008./09.

## Susreti
1.kolo
| 31. kolovoza 2008.                                                          |             |          |                                                                    |
| Valencia                                                                    | 3–0         | Mallorca | 22.00 - Mestalla, Valencia Sudac: Antonio Pérez Gledatelja: 45.000 |
| Villa 34' Mata 37' Vicente 82' Silva 13' Moretti 20' Albelda 52' Alexis 80' | (izvještaj) |          | 22.00 - Mestalla, Valencia Sudac: Antonio Pérez Gledatelja: 45.000 |

2.kolo
| 14. rujna 2008.                               |             |                                              |                                                                          |
| Almería                                       | 2–2         | Valencia                                     | 21.00 - Mediterraneo, Almería Sudac: Velasco Carballo Gledatelja: 10.000 |
| Piatti 20' Negredo 40' Corona 37' Juanito 89' | (izvještaj) | 34' Alexis 69' Villa 13' Helguera 61' Alexis | 21.00 - Mediterraneo, Almería Sudac: Velasco Carballo Gledatelja: 10.000 |

3.kolo
| 21. rujna 2008.  |             |                                  |                                                                      |
| Valencia         | 1–0         | Osasuna                          | 17.00 - Mestalla, Valencia Sudac: David Fernández Gledatelja: 37.000 |
| Mata 84' Edu 65' | (izvještaj) | Azpilicueta 54', 64' Ricardo 66' | 17.00 - Mestalla, Valencia Sudac: David Fernández Gledatelja: 37.000 |

4.kolo
| 25. rujna 2008.        |             |                                                                |                                                                  |
| Málaga                 | 0–2         | Valencia                                                       | 20.00 - La Rosaleda, Málaga Sudac: Alfonso Izquierdo Gledatelja: |
| Salva 89' Weligton 79' | (izvještaj) | 71' 90+2' Villa 90' Edu 41' Alexis 31' del Horno 18' Fernandes | 20.00 - La Rosaleda, Málaga Sudac: Alfonso Izquierdo Gledatelja: |

5.kolo
| 28. rujna 2008.                    |             |                             |                                                                   |
| Valencia                           | 4–2         | Deportivo La Coruña         | 19.00 - Mestalla, Valencia Sudac: Miguel Angel Gledatelja: 40.000 |
| Mata 35' Villa 49' 81' Joaquin 68' | (izvještaj) | a.g. 11' Moretti 85' Lafita | 19.00 - Mestalla, Valencia Sudac: Miguel Angel Gledatelja: 40.000 |

6.kolo
| 5. listopada 2008. |             |                                                          |                                                                             |
| Valladolid         | 0–1         | Valencia                                                 | 19.00 - José Zorrilla, Valladolid Sudac: César Fernández Gledatelja: 17,456 |
| Pedro León 27'     | (izvještaj) | 54' Fernandes 36' Miguel 52' Villa 53' Albelda 85' Renan | 19.00 - José Zorrilla, Valladolid Sudac: César Fernández Gledatelja: 17,456 |

7.kolo
| 19. listopada 2008.                     |             |          |                                                                         |
| Valencia                                | 4–0         | Numancia | 19.00 - Mestalla, Valencia Sudac: Carlos Megia Davila Gledatelja: 7.000 |
| Villa 4' Mata 72' Vicente 83' Villa 88' | (izvještaj) |          | 19.00 - Mestalla, Valencia Sudac: Carlos Megia Davila Gledatelja: 7.000 |

8.kolo
| 26. listopada 2008.                                       |             |               |                                                                              |
| Recreativo                                                | 1–1         | Valencia      | 17.00 - Nuevo Colombino, Huelva Sudac: Iturralde González Gledatelja: 13.000 |
| César Arzo 45' Camuñas 47' Poli 76' Ersen 78' Vázquez 90' | (izvještaj) | Villa 45' 61' | 17.00 - Nuevo Colombino, Huelva Sudac: Iturralde González Gledatelja: 13.000 |

9.kolo
| 2. studenog 2008.                                    |             |                                                          |                                                                      |
| Valencia                                             | 2–4         | Racing                                                   | 22.00 - Mestalla, Valencia Sudac:: Javier Alvarez Gledatelja: 33.000 |
| Villa (pen.) 28' Joaquin 69' Moretti 36' Albelda 58' | (izvještaj) | 22' 48' 78' Tchité 84' (ag.) Albelda 28' Colsa 60' Lacen | 22.00 - Mestalla, Valencia Sudac:: Javier Alvarez Gledatelja: 33.000 |

10.kolo
| 9. studenoga 2008.                                        |             |                                                                              |                                                                                   |
| Getafe                                                    | 0–3         | Valencia                                                                     | 21.15 - Coliseum Alfonso Pérez, Getafe Sudac: Alberto Mallenco Gledatelja: 11.000 |
| Lucas Licht 14' Manu 39' Polanski 44' Díaz 51' Contra 67' | (izvještaj) | 29' 34' Fernandes 68' Joaquin 81' Vicente 38' Mata 61' Moretti' 66' Marchena | 21.15 - Coliseum Alfonso Pérez, Getafe Sudac: Alberto Mallenco Gledatelja: 11.000 |

11.kolo
| 16. studenog 2008.                        |             |                                                               |                                                                          |
| Valencia                                  | 2–3         | Sporting Gijón                                                | 22.00 - Mestalla, Valencia Sudac: José Paradas Romero Gledatelja: 50.000 |
| Villa 69' Mata 90' Albelda 58' Baraja 76' | (izvještaj) | 20' Luis Morán 51' 55' David Barral 81' Diego Castro 39' Neru | 22.00 - Mestalla, Valencia Sudac: José Paradas Romero Gledatelja: 50.000 |

12.kolo
| 23. studenog 2008.   |             |                                       |                                                                                   |
| Sevilla              | 0–0         | Valencia                              | 22.00 - Ramón Sánchez Pizjuán, Sevilla Sudac: Antonio Teixeira Gledatelja: 43.000 |
| Navas 5' Fabiano 59' | (izvještaj) | 55' Marchena 68' Fernandes 78' Baraja | 22.00 - Ramón Sánchez Pizjuán, Sevilla Sudac: Antonio Teixeira Gledatelja: 43.000 |

13.kolo
| 30. studenog 2008.                |             |                             |                                                                              |
| Valencia                          | 3–2         | Real Betis                  | 19.00 - Mestalla, Valencia Sudac: Velasco Carballo Carlos Gledatelja: 35.000 |
| Villa 10' Mata 20' Baraja 69' 73' | (izvještaj) | 56' Juanma (pen.) 64' Emana | 19.00 - Mestalla, Valencia Sudac: Velasco Carballo Carlos Gledatelja: 35.000 |

14.kolo
| 6. prosinca 2008.           |             |          |                                                                                |
| Barcelona                   | 4–0         | Valencia | 22.00 - Camp Nou, Barcelona Sudac: David Fernández Borbalán Gledatelja: 94.000 |
| Henry 19' 27' 78' Alves 47' | (izvještaj) |          | 22.00 - Camp Nou, Barcelona Sudac: David Fernández Borbalán Gledatelja: 94.000 |

### Kup Kralja
4.kolo
| 29. listopada 2008. |             |                                         |                                                                        |
| Portugalete         | 1–4         | Valencia                                | 19.30 - La Florida, Portugalete Sudac: Pérez Burrull Gledatelja: 7.500 |
| Vera 47'            | (izvještaj) | 11' 50' Morientes 21' Vicente 84' Žigić | 19.30 - La Florida, Portugalete Sudac: Pérez Burrull Gledatelja: 7.500 |

2.susret
| 12. studenog 2008.              |             |             |                                                                         |
| Valencia                        | 3–0         | Portugalete | 21.00 - Mestalla, Valencia Sudac: Fernández Borbalán Gledatelja: 11.000 |
| Angulo 20' Michel 63' Pablo 72' | (izvještaj) |             | 21.00 - Mestalla, Valencia Sudac: Fernández Borbalán Gledatelja: 11.000 |

 ----
16 finala
| 7. siječnja 2009. |             |               |                                 |
| Racing Santander  | 1–1         | Valencia      | 20.00 - El Sardinero, Santander |
| Lacen 54'         | (izvještaj) | ag. 36' Colsa | 20.00 - El Sardinero, Santander |

2.susret
| 14. siječnja 2009.            |             |                  |                            |
| Valencia                      | 3–1         | Racing Santander | 19.00 - Mestalla, Valencia |
| Vicente 18' 103' Joaquín 113' | (izvještaj) | 22' Colsa        | 19.00 - Mestalla, Valencia |

### Supercopa de España 2008
1.susret
| 17. kolovoza 2008.                                   |             |                                    |                                                                       |
| Valencia                                             | 3–2         | Real Madrid                        | 22.00 - Mestalla, Valencia Sudac: Medina Cantalejo Gledatelja: 35.000 |
| 54' Mata 58' Villa 80' Vicente Villa 24' Albelda 40' | (izvještaj) | 13' 67' van Nistelrooij 50' García | 22.00 - Mestalla, Valencia Sudac: Medina Cantalejo Gledatelja: 35.000 |

2.susret
| 23. kolovoza 2008.                                                                 |             |                                               |                                                                                |
| Real Madrid                                                                        | 4–2         | Valencia                                      | 22.00 - Santiago Bernabéu, Madrid Sudac: Iturralde González Gledatelja: 60.000 |
| 39' van der Vaart 55', 73' 54' van Nistelrooij 77' Ramos 87' de la Red 89' Higuaín | (izvještaj) | 32' Silva 90' Morientes 50' Albiol 79' Alexis | 22.00 - Santiago Bernabéu, Madrid Sudac: Iturralde González Gledatelja: 60.000 |

### Kup UEFA

#### Kvalifikacije
1.susret
| 18. rujna 2008. |             |                                                                              |                                                                           |
| Marítimo        | 0–1         | Valencia                                                                     | 22.00 - dos Barreiros, Funchal Sudac: Claudio Circhetta Gledatelja: 3.000 |
| Olberdam 30'    | (izvještaj) | 12' Morientes 34' Edu 54' Renan 56' Helguera 71' Albelda 75' Pablo 80' Villa | 22.00 - dos Barreiros, Funchal Sudac: Claudio Circhetta Gledatelja: 3.000 |

2.susret
| 2. listopada 2008.                                            |             |                                       |                                                                 |
| Valencia                                                      | 2–1         | Marítimo                              | 22.00 - Mestalla, Valencia Sudac: Ivan Bebek Gledatelja: 28.000 |
| del Horno 83' 77' Villa 90' pen. 89' Helguera 38' Albelda 73' | (izvještaj) | 41' Marcinho 25' Fernandes 89' Fogaça | 22.00 - Mestalla, Valencia Sudac: Ivan Bebek Gledatelja: 28.000 |

Valencia je prošla u fazu po skupinama

#### Natjecanje po skupinama
1. susret
| 6. studenog 2008. 21:30 |             |            |                                                                              |
| Valencia                | 1–1         | Kopenhagen | Estadio Mestalla, Valencia Sudac: Knut Kircher (Njemačka) Gledatelja: 20.000 |
| Morientes 61'           | (izvještaj) | 85' Santin | Estadio Mestalla, Valencia Sudac: Knut Kircher (Njemačka) Gledatelja: 20.000 |

2. susret
| 27. studenog 2008. 20:45 UTC+1 |             |                                           |                                                                                    |
| Rosenborg                      | 0–4         | Valencia                                  | Lerkendal stadion, Trondheim Sudac: Bernie Raymond (Nizozemska) Gledatelja: 14.549 |
|                                | (izvještaj) | 21' Mata 76' Pablo 88' Baraja 90' Joaquín | Lerkendal stadion, Trondheim Sudac: Bernie Raymond (Nizozemska) Gledatelja: 14.549 |

3. susret
| 4. prosinca 2008. 20:45 UTC+1 |           |             |                                                                                 |
| Valencia                      | 1-1       | Club Brugge | Estadio Mestalla, Valencia Sudac: Martin Atkinson (Engleska) Gledatelja: 18.000 |
| Žigić 60'                     | Izvještaj | 18' Alcaraz | Estadio Mestalla, Valencia Sudac: Martin Atkinson (Engleska) Gledatelja: 18.000 |

4. susret
| 17. prosinca 2008. 20:45 UTC+1 |           |                         |                                                                                                |
| Saint-Étienne                  | 2-2       | Valencia                | Stade Geoffroy-Guichard, Saint-Étienne Sudac: Alexandru Deaconu (Rumunjska) Gledatelja: 22.169 |
| Ilan 29' 44'                   | Izvještaj | 32' Morientes 72' Žigić | Stade Geoffroy-Guichard, Saint-Étienne Sudac: Alexandru Deaconu (Rumunjska) Gledatelja: 22.169 |